# Aéroport de Faro
Pour le minuscule aéroport du Yukon, voir Aéroport de Faro (Yukon).
Pour les articles homonymes, voir FAO.
L'aéroport de Faro (en portugais : Aeroporto Internacional de Faro) (code IATA : FAO • code OACI : LPFR), est situé à environ 7 km de Faro au Portugal (région de l'Algarve). Le trafic 2007 a atteint 5,5 millions de passagers, ce qui classe Faro au second rang des aéroports portugais après Lisbonne-H. Delgado.

## Situation

### Carte des aéroports portugais
| \| 30 km1:2 133 000 \| Faro Lisbonne Porto Aéroport Luís de Camões |
| 30 km1:2 133 000                                                   |

| 30 km1:2 133 000 |

| Porto Santo Madère |

| \| 30 km1:1 849 000 \| Ponta Delgada Flores Horta Santa Maria Terceira Pico São Jorge Corvo Graciosa |
| 30 km1:1 849 000                                                                                     |

| 30 km1:1 849 000 |

## Compagnies aériennes et destinations

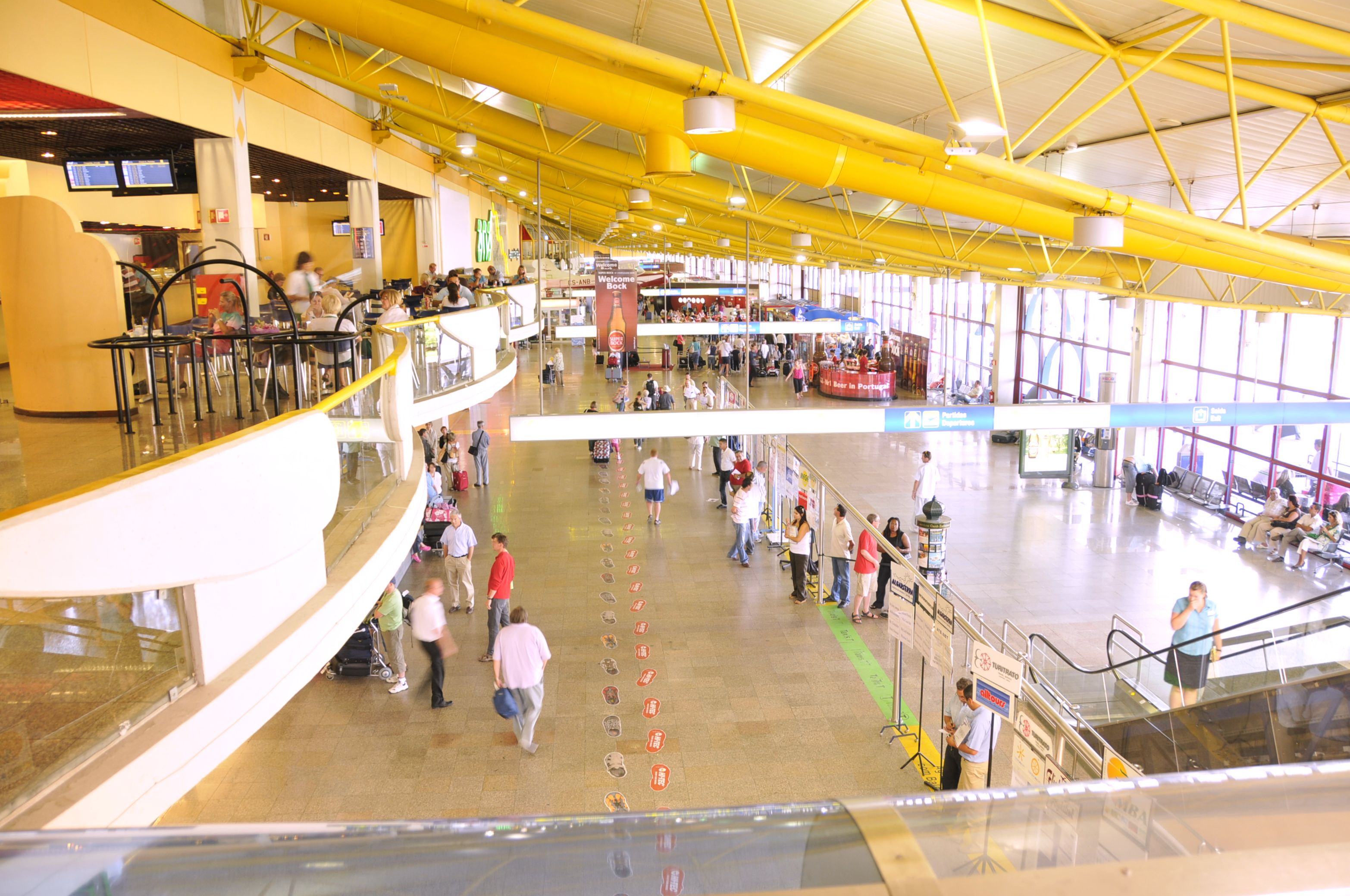
Aire d'enregistrement.

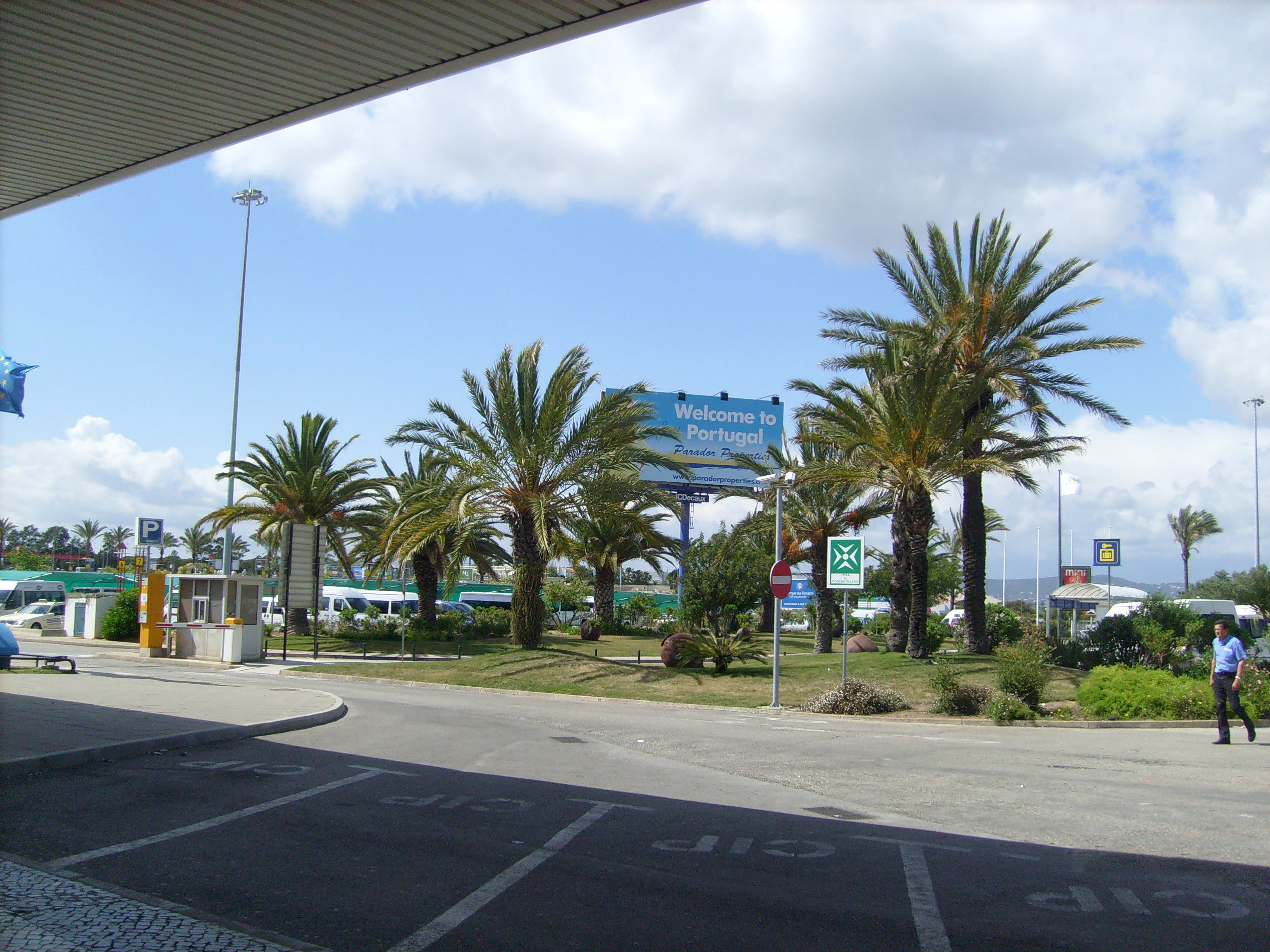
Extérieur de l'aire d'arrivée.

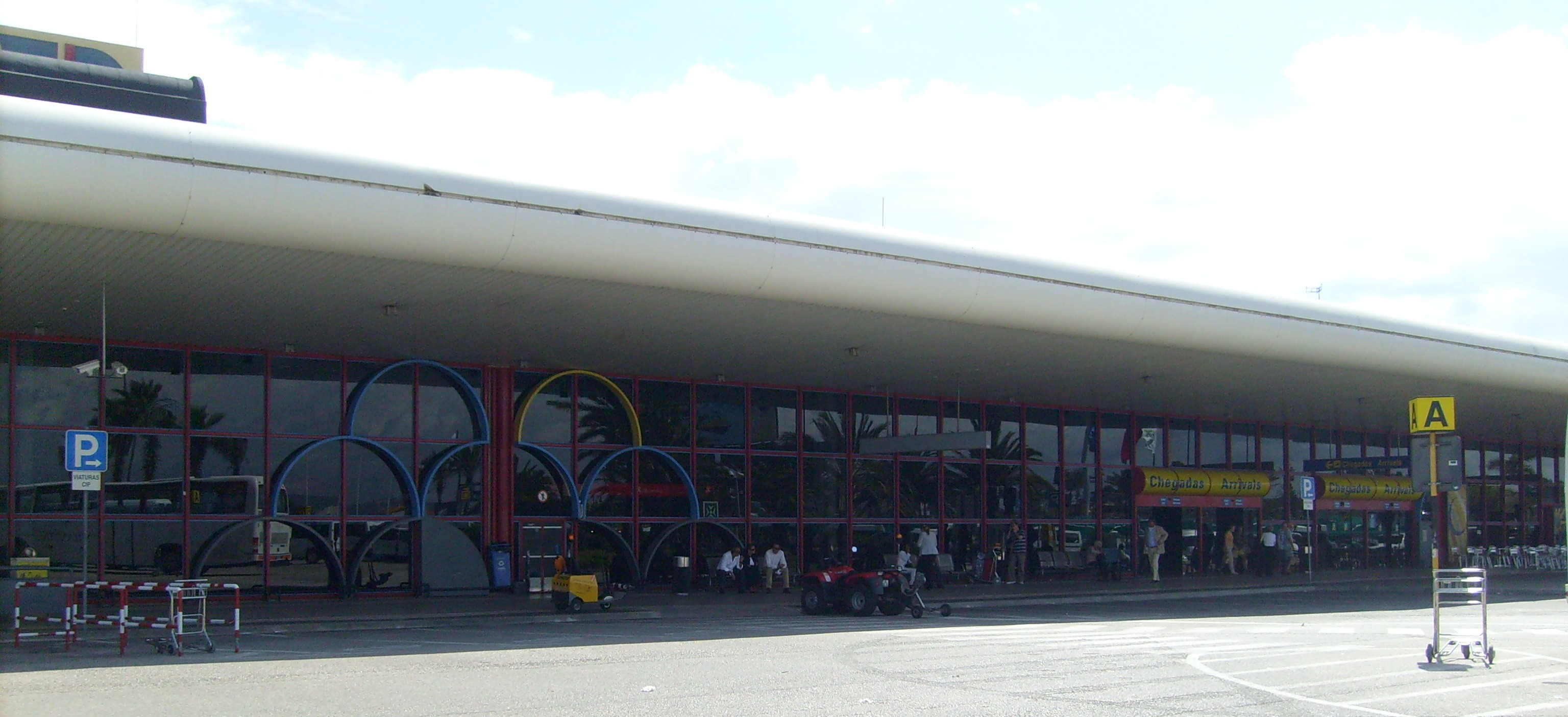
Terminal.

| Compagnies                   | Destinations |
| ---------------------------- | --- |
| Aer Lingus                   | Dublin En saison: Cork |
| Air France                   | Paris-Charles de Gaulle |
| Air Transat                  | Toronto (Pearson) |
| Animawings                   | En saison : Bucarest-H. Coandă |
| British Airways              | Londres-Gatwick En saison: Guernesey, Londres-City, Londres-Heathrow, Southampton En saison charter : Derry |
| Brussels Airlines            | En saison: Bruxelles-National |
| Chair Airlines               | En saison: Zurich |
| Condor                       | En saison: Düsseldorf, Francfort, Hambourg-H.-Schmidt, Munich-F. J. Strauß |
| Corendon Dutch Airlines      | En saison: Amsterdam, Maastricht-Aix-la-Chapelle |
| easyJet                      | - Amsterdam, - Belfast, - Bordeaux-Mérignac, - Bristol, - Glasgow, - Liverpool-J.-Lennon, - Londres-Gatwick, - Londres-Luton, - Lyon-Saint-Exupéry, - Manchester, - Milan-Malpensa, - Nantes-Atlantique, - Nice-Côte d'Azur, - Paris-Orly En saison: Barcelone-El Prat, Berlin-Brandebourg, Birmingham, Londres-Southend, Toulouse-Blagnac |
| easyJet Switzerland          | Bâle-Mulhouse, Genève-Cointrin |
| Edelweiss Air                | En saison: Zurich |
| Eurowings                    | Cologne/Bonn-K. Adenauer, Munich-F. J. Strauß, Stockholm-Arlanda, Stuttgart En saison: Hambourg-H.-Schmidt |
| Iberia                       | En saison: Madrid-Barajas |
| Jet2.com                     | Birmingham, East Midlands, Leeds-Bradford, Londres-Stansted, Manchester En saison: Belfast, Bristol, Édimbourg, Glasgow, Newcastle |
| Lufthansa                    | Francfort, Munich-F. J. Strauß |
| Luxair                       | Luxembourg-Findel |
| Norwegian Air Shuttle        | Stockholm-Arlanda En saison: Copenhague-Kastrup, Oslo-Gardermoen |
| Ryanair                      | - Aarhus - Barcelone-El Prat - Belfast - Bergame-Orio al Serio - Berlin-Brandebourg - Birmingham - Bournemouth - Bristol - Cardiff-Rhoose - Charleroi Bruxelles-Sud - Copenhague-Kastrup - Cork - Dublin - East Midlands - Édimbourg - Eindhoven - Glasgow Prestwick - Karlsruhe/Baden-Baden - Leeds-Bradford - Liverpool-J.-Lennon - Londres-Luton - Londres-Stansted - Luxembourg-Findel - Madrid-Barajas - Manchester - Marseille-Provence - Memmingen - Newcastle - Nuremberg-A. Dürer - Paris-Beauvais - Porto-F. Sá-Carneiro - Rome Léonard-de-Vinci/Fiumicino - Toulouse-Blagnac - Valence - Vienne-Schwechat - Weeze En saison : - Aberdeen-Dyce - Cologne/Bonn-K. Adenauer - Exeter - Francfort-Hahn - Kerry-Killarney - Knock-Irlande Ouest - Newquay Cornouailles - Shannon - Durham Tees Valley - Varsovie-Modlin (Mazovie) |
| Scandinavian Airlines        | Copenhague-Kastrup, Stockholm-Arlanda En saison: Oslo-Gardermoen |
| SmartWings                   | En saison: Katowice-Pyrzowice, Prague-Václav-Havel, Varsovie-Chopin |
| Swiss International Airlines | En saison: Genève-Cointrin |
| TAP Air Portugal             | Lisbonne-H. Delgado |
| Transavia                    | Amsterdam, Bruxelles-National, Eindhoven, Rotterdam-La Haye |
| Transavia France             | Lyon-Saint-Exupéry, Montpellier-Méditerranée , Nantes-Atlantique, Paris-Orly En saison : Bordeaux-Mérignac, (débute le 7 juillet 2025) Nice-Côte d'Azur |
| TUI Airways                  | Londres-Gatwick, Manchester En saison: Birmingham, East Midlands |
| TUI fly Belgium              | En saison: Bruxelles-National, Lille Lesquin |
| TUI fly Deutschland          | En saison: Düsseldorf, Francfort, Hambourg-H.-Schmidt, Hanovre, Stuttgart |
| Volotea                      | En saison: - Bilbao, - Lille Lesquin, - Lyon-Saint-Exupéry , - Nantes-Atlantique , - Strasbourg, - Toulouse-Blagnac |
| Vueling                      | En saison: Barcelone-El Prat, Bilbao |
| Wizz Air                     | Londres-Gatwick |

## Statistiques
Le graphique qui aurait dû être présenté ici ne peut pas être affiché car il utilise l'ancienne extension Graph, désactivée pour des questions de sécurité. Des indications pour créer un nouveau graphique avec la nouvelle extension Chart sont disponibles ici.

Voir la requête brute et les sources sur Wikidata.

## Sources et références
1. ↑  (en) « Air France S20 Spain/Portugal network additions », sur routesonline.com.
2. ↑  (en) « Transavia France launches Montpellier base in April 2020 », sur routesonline.com.
3. 1 2  (en) « Volotea S20 new routes as of 29 nov 19 », sur routesonline.com.